# Saint-Phal
Saint-Phal és un municipi francès situat al departament de l'Aube i a la regió del Gran Est. L'any 2007 tenia 524 habitants.

## Demografia

### Població
El 2007 la població de fet de Saint-Phal era de 524 persones. Hi havia 196 famílies de les quals 32 eren unipersonals (16 homes vivint sols i 16 dones vivint soles), 68 parelles sense fills, 80 parelles amb fills i 16 famílies monoparentals amb fills.
La població ha evolucionat segons el següent gràfic:
Habitants censats

### Habitatges
El 2007 hi havia 230 habitatges, 194 eren l'habitatge principal de la família, 21 eren segones residències i 15 estaven desocupats. 226 eren cases i 4 eren apartaments. Dels 194 habitatges principals, 153 estaven ocupats pels seus propietaris, 37 estaven llogats i ocupats pels llogaters i 4 estaven cedits a títol gratuït; 4 tenien dues cambres, 37 en tenien tres, 55 en tenien quatre i 98 en tenien cinc o més. 142 habitatges disposaven pel capbaix d'una plaça de pàrquing. A 68 habitatges hi havia un automòbil i a 109 n'hi havia dos o més.

### Piràmide de població
La piràmide de població per edats i sexe el 2009 era:
| Homes | Edats   | Dones |
| ----- | ------- | ----- |
| 0     | 95 o +  | 0     |
| 0     | 90 a 94 | 0     |
| 0     | 85 a 89 | 8     |
| 8     | 80 a 84 | 4     |
| 8     | 75 a 79 | 16    |
| 4     | 70 a 74 | 8     |
| 4     | 65 a 69 | 12    |
| 12    | 60 a 64 | 8     |
| 12    | 55 a 59 | 8     |
| 40    | 50 a 54 | 24    |
| 20    | 45 a 49 | 36    |
| 16    | 40 a 44 | 8     |
| 20    | 35 a 39 | 12    |
| 8     | 30 a 34 | 20    |
| 12    | 25 a 29 | 8     |
| 16    | 20 a 24 | 0     |
| 24    | 15 a 19 | 12    |
| 36    | 10 a 14 | 0     |
| 24    | 5 a 9   | 20    |
| 4     | 0 a 4   | 0     |

## Economia
El 2007 la població en edat de treballar era de 340 persones, 259 eren actives i 81 eren inactives. De les 259 persones actives 232 estaven ocupades (130 homes i 102 dones) i 27 estaven aturades (13 homes i 14 dones). De les 81 persones inactives 30 estaven jubilades, 20 estaven estudiant i 31 estaven classificades com a «altres inactius».

### Ingressos
El 2009 a Saint-Phal hi havia 205 unitats fiscals que integraven 528 persones, la mediana anual d'ingressos fiscals per persona era de 16.761 €.

### Activitats econòmiques
Dels 21 establiments que hi havia el 2007, 1 era d'una empresa extractiva, 1 d'una empresa de fabricació de material elèctric, 1 d'una empresa de fabricació d'altres productes industrials, 4 d'empreses de construcció, 5 d'empreses de comerç i reparació d'automòbils, 1 d'una empresa de transport, 1 d'una empresa d'hostatgeria i restauració, 1 d'una empresa d'informació i comunicació, 1 d'una empresa financera, 4 d'empreses de serveis i 1 d'una entitat de l'administració pública.
Dels 7 establiments de servei als particulars que hi havia el 2009, 1 era una oficina de correu, 1 taller de reparació d'automòbils i de material agrícola, 1 paleta, 1 fusteria, 1 lampisteria, 1 electricista i 1 agència de treball temporal.
L'únic establiment comercial que hi havia el 2009 era una carnisseria.
L'any 2000 a Saint-Phal hi havia 5 explotacions agrícoles que ocupaven un total de 350 hectàrees.

## Equipaments sanitaris i escolars
El 2009 hi havia una escola maternal integrada dins d'un grup escolar amb les comunes properes formant una escola dispersa.

## Poblacions més properes
El següent diagrama mostra les poblacions més properes.